# Leroy-Somer
Leroy-Somer (LS) — французская компания. Имеет два основных отделения: «Электрические генераторы» производит генераторы переменного тока от 10 до 25 МВт. «Двигатели и приводы» производит специальные электродвигатели, мотор-редукторы и приводы для применений: при высоких температурах, повышенной влажности, для работы с преобразователями частоты, без независимого охлаждения и др. Имеет 27 производственных подразделений и 470 центров экспертизы и сервисного обслуживания.

## История
В 1919 году Марселин Лерой основал бизнес по производству электрических двигателей и генераторов переменного тока. Продукцию LS используют SDMO, F.G. Wilson, Caterpillar, MTU Aero Engines, Rolls-Royce plc, OPRA Turbines, Solar Turbines, GE Jenbacher и др.
В 1990 году после приобретения всех акций гигантом, LS становится частью Emerson Electric.
С 31 января 2017 года входит в корпорацию Nidec.